# Hendrick Danckerts
Hendrick Danckerts (Den Haag, ca. 1625 - Amsterdam, ca. 1680) was een Hollandse kunstschilder en graveur.

## Carrière
Danckerts leerde zijn vak in Den Haag, waar hij tot 1653 bleef. Hij bezocht Engeland voor het eerst in 1650. In 1653 ging hij naar Italië, samen met zijn oudere broer Johannes en zijn latere leerling Jacob van Steenvoorden, waar hij vijf jaar bleef. Daarna verhuisde hij in 1658 naar Engeland waar hij in dienst trad van koning Karel II en de hertog van York. Hij schilderde landschappen, havengezichten en koninklijke residenties. Hij schilderde ook portretten en devotie-schilderijen. Daarnaast maakte hij gravures naar de Italiaanse oude meesters uit de Engelse koninklijke collectie. Hij trouwde er in 1664 met Theodosia Hugh's of Hues of Staffordshire. Hij was ook bekend met de vermaarde kroniek-schrijver Samuel Pepys.
Hij verliet Engeland in 1679 als gevolg van de publieke vijandigheid jegens katholieken na de Paapse samenzwering-controverse. Op 10 augustus 1680 trouwde hij voor de tweede keer, ditmaal met Elizabeth Boons. Hij overleed drie maanden later in Amsterdam.

## Galerij

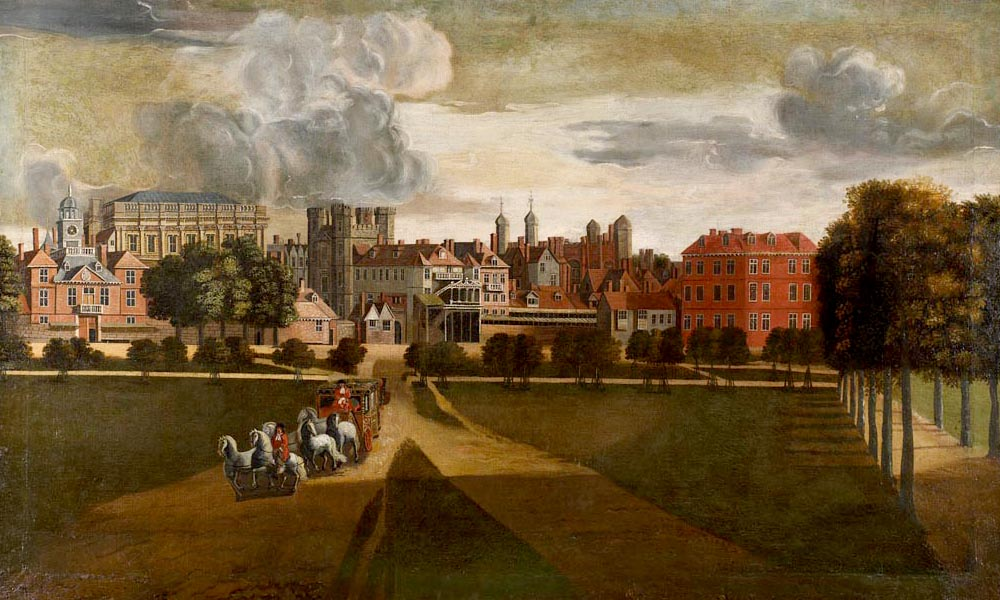
Het oude paleis van Whitehall (Londen)
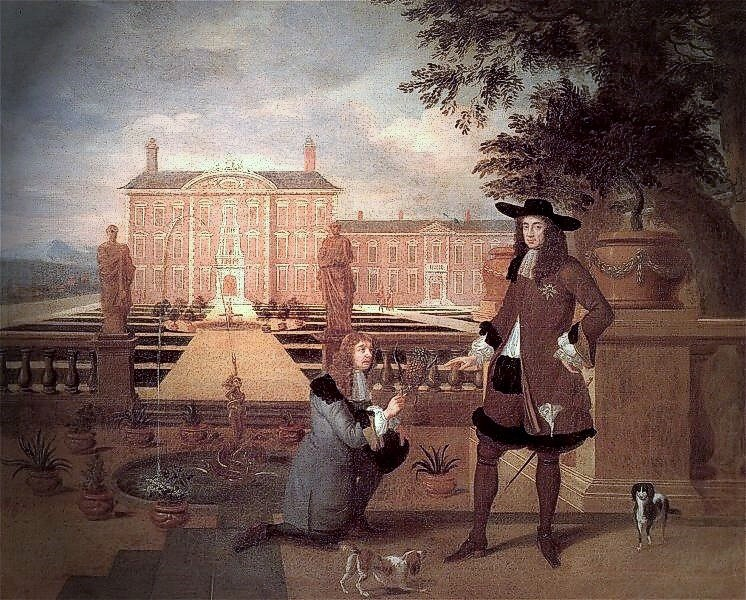
Hendrick Danckerts, Koninklijke tuinier John Rose en Koning Karel II, 1675

- Biografisch Portaal: 53267534
- Gemeinsame Normdatei: 131894722
- International Standard Name Identifier: 0000 0000 6709 3783
- Library of Congress Control Number: no2009084000
- Nederlandse Thesaurus van Auteursnamen: 070706905
- RKD-Nederlands Instituut voor Kunstgeschiedenis: 19922
- SNAC: w6jq4v6k
- Système universitaire de documentation: 231881134
- Union List of Artist Names: 500019091
- Virtual International Authority File: 90497345
- WorldCat: E39PBJjRVyKv7cJgVQtvgVC4v3